# La Guardia (Bolívie)
La Guardia je bolivijské město v provincii Andrés Ibáñez v departementu Santa Cruz. Žije zde 89 080 obyvatel (údaj z roku 2012). Jedná se o jedno z největších měst v departementu. Nachází se v nadmořské výšce 506 metrů nad moře a městem protéká řeka Piraí. Město založil José Vicente Soliz 26. listopadu 1826.